# Nae yeojachin-guneun gumiho
Nae yeojachin-guneun gumiho (hangeul: 내 여자친구는 구미호, lett. La mia ragazza è una gumiho; titolo internazionale My Girlfriend is a Gumiho) è una serie televisiva sudcoreana trasmessa nel 2010 su SBS.

## Trama
Cha Dae-woong vuole diventare una star di film d'azione, ma, a causa del suo comportamento irresponsabile e viziato, il nonno decide di rinchiuderlo in collegio. Il ragazzo scappa e finisce in un tempio, dove libera per errore il demone di una gumiho: spaventato, Dae-woong scappa, cadendo in un burrone. La gumiho gli salva la vita, inserendogli nel petto la sua "sfera della volpe", e inizia a seguirlo ovunque vada per controllare che la conservi al meglio. Dae-woong è infastidito dalla sua presenza, ma è costretto ad assecondarla in ogni suo desiderio, soprattutto culinario, poiché teme che lei possa ucciderlo e mangiargli il fegato.

## Interpreti e personaggi
- Cha Dae-woong, interpretato da Lee Seung-gi
Un aspirante attore immaturo, orfano dei genitori e pertanto molto viziato dal nonno e dalla zia, con cui vive. Oltre a studiare all'università, frequenta anche una action school per aspiranti star di film d'azione.
- Gu Mi-ho, interpretata da Shin Min-a
Una gumiho che, in passato, scese sulla terra per diventare umana, ma, poiché seduceva con il suo aspetto tutti gli uomini, venne sigillata in un antico dipinto per cinque secoli. È molto golosa di manzo alla griglia e ha paura dell'acqua.
- Park Dong-joo, interpretato da No Min-woo
Per metà umano e per metà creatura soprannaturale, nasconde la sua identità sotto l'aspetto di un comune veterinario. Inizia a dare la caccia a Mi-ho per sigillarla di nuovo nel dipinto, ma, dopo averla incontrata, si accorge che è identica al suo antico amore, Gil-dal, che fu costretto a uccidere. Sospettando che Mi-ho sia la sua reincarnazione, si avvicina a lei facendole da mentore nel mondo umano, ma la avvisa costantemente di non fidarsi di nessuno.
- Eun Hye-in, interpretata da Park Soo-jin
Compagna di università di Dae-woong, è innamorata di lui e ne è ricambiata, ma, quando il ragazzo inizia a perdere interesse nei suoi confronti a favore di Mi-ho, diventa molto gelosa e inizia a indagare sull'identità della rivale. È una ragazza altezzosa e superficiale.
- Ban Doo-hong, interpretato da Sung Dong-il
Preside della Action School frequentata da Dae-woong. Vedovo, tiene molto a sua figlia Sun-nyeo, che ha cresciuto da solo. Il suo idolo è Chow Yun-Fat e cerca di imitarlo nel vestiario e nel modo di parlare. Si innamora di Min-sook.
- Cha Min-sook, interpretato da Yoon Yoo-sun
Zia di Dae-woong, non si è mai sposata e obbedisce a suo padre. Si innamora di Doo-hong, ma, essendo incapace di esprimergli i suoi sentimenti, fa spesso delle figuracce.
- Cha Poong, interpretato da Byun Hee-bong
Nonno di Dae-woong, severo ma affettuoso, è molto ricco e si preoccupa che il nipote possa compiere delle scelte sbagliate.
- Kim Byung-soo, interpretato da Kim Ho-chang
Compagno della Action School e migliore amico di Dae-woong, è innamorato di Sun-nyeo. Sogna di diventare un regista.
- Ban Sun-nyeo, interpretata da Hyomin
Figlia di Doo-hong, è innamorata di Dae-woong.

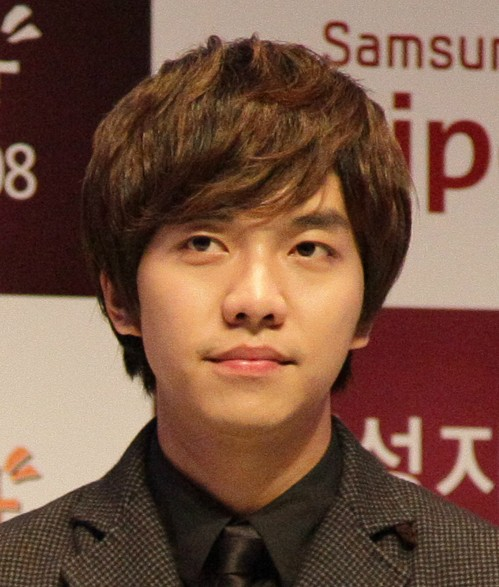
Lee Seung-gi interpreta Cha Dae-woong.
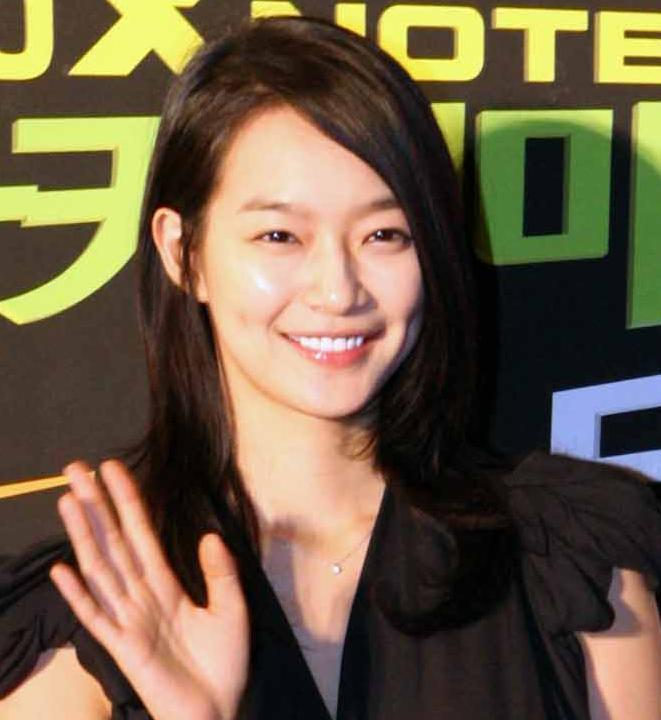
Shin Min-a interpreta Gu Mi-ho.
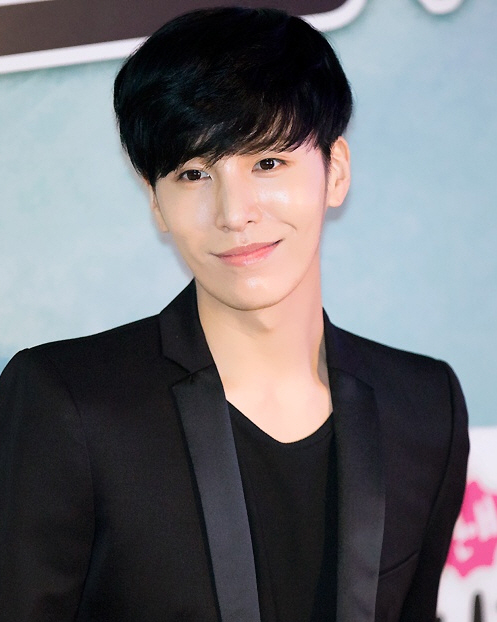
No Min-woo interpreta Park Dong-joo.
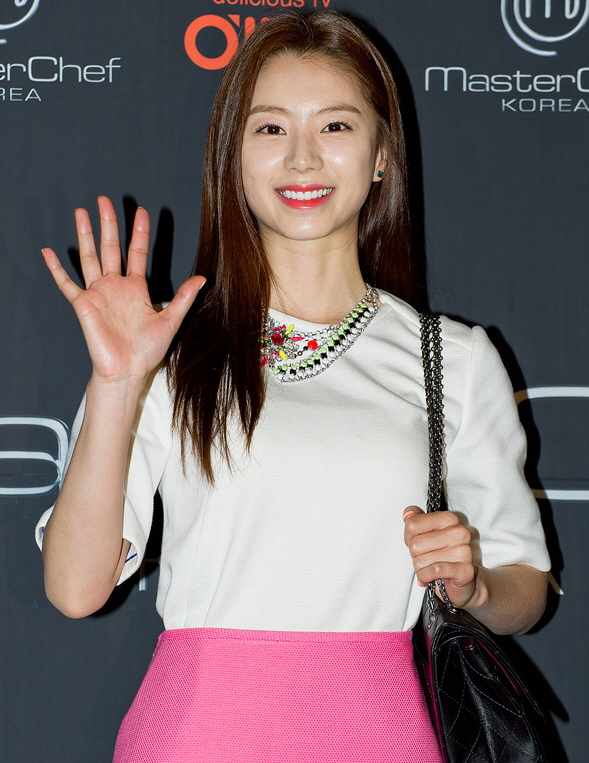
Park Soo-jin interpreta Eun Hye-in.
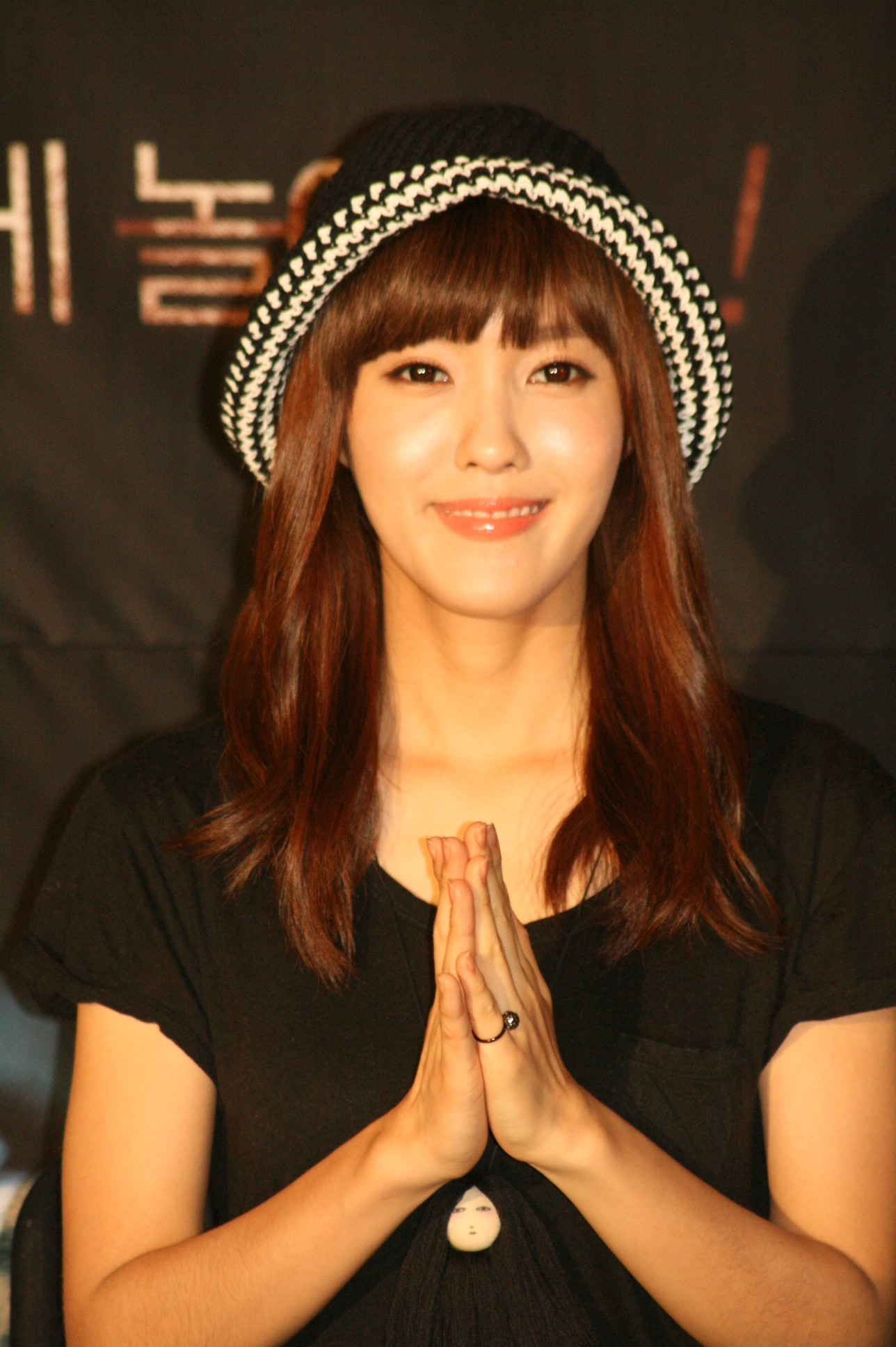
Hyomin interpreta Ban Sun-nyeo.

## Ascolti
| Episodio | Data prima TV     | Audience media      | Audience media             |
| Episodio | Data prima TV     | A livello nazionale | Area metropolitana di Seul |
| -------- | ----------------- | ------------------- | -------------------------- |
| 1        | 11 agosto 2010    | 12,7%               | 13,0%                      |
| 2        | 12 agosto 2010    | 12,6%               | 13,1%                      |
| 3        | 18 agosto 2010    | 14,6%               | 14,9%                      |
| 4        | 19 agosto 2010    | 14,1%               | 14,0%                      |
| 5        | 25 agosto 2010    | 14,0%               | 14,1%                      |
| 6        | 26 agosto 2010    | 14,2%               | 14,1%                      |
| 7        | 1º settembre 2010 | 13,4%               | 13,4%                      |
| 8        | 2 settembre 2010  | 13,4%               | 13,6%                      |
| 9        | 8 settembre 2010  | 13,2%               | 12,8%                      |
| 10       | 9 settembre 2010  | 12,3%               | 12,6%                      |
| 11       | 15 settembre 2010 | 13,0%               | 12,8%                      |
| 12       | 16 settembre 2010 | 10,7%               | 10,4%                      |
| 13       | 22 settembre 2010 | 20,9%               | 21,3%                      |
| 14       | 23 settembre 2010 | 20,9%               | 21,3%                      |
| 15       | 29 settembre 2010 | 18,6%               | 18,6%                      |
| 16       | 30 settembre 2010 | 21,3%               | 21,0%                      |
| Media    | Media             | 15%                 | 15%                        |

## Colonna sonora
1. Losing My Mind - Lee Seung-gi
2. Fox Rain - Lee Sun-hee
3. The Person I Love - Lee Seul-bi
4. Oh La La - Kim Gun-mo
5. Two As One - Lyn
6. Sha La La - Shin Min-a
7. Trap - No Min-woo
8. Look At Me - Park Hong
9. I Can Give You All - Shin Min-a
10. Fox Rain (Acoustic Version) - Lee Sun-hee

## Riconoscimenti
| Anno | Premio                           | Categoria                                    | Ricevente                       | Risultato       |
| ---- | -------------------------------- | -------------------------------------------- | ------------------------------- | --------------- |
| 2010 | MelOn Music Awards               | Bonsang - Top 10 Artist                      | "Losing My Mind" - Lee Seung-gi | Vincitore/trice |
| 2010 | MelOn Music Awards               | Best OST Song                                | "Losing My Mind" - Lee Seung-gi | Vincitore/trice |
| 2010 | SBS Drama Awards                 | Excellence Award, Actor in a Drama Special   | Lee Seung-gi                    | Vincitore/trice |
| 2010 | SBS Drama Awards                 | Excellence Award, Actress in a Drama Special | Shin Min-a                      | Vincitore/trice |
| 2010 | SBS Drama Awards                 | New Star Award                               | No Min-woo                      | Vincitore/trice |
| 2010 | SBS Drama Awards                 | Top 10 Stars                                 | Lee Seung-gi                    | Vincitore/trice |
| 2010 | SBS Drama Awards                 | Top 10 Stars                                 | Shin Min-a                      | Vincitore/trice |
| 2010 | SBS Drama Awards                 | Best Couple Award                            | Lee Seung-gi e Shin Min-a       | Vincitore/trice |
| 2011 | Seoul International Drama Awards | Outstanding Korean Drama                     | Nae yeojachin-guneun gumiho     | Candidato/a     |
| 2012 | USTv Students' Choice Awards     | Best Foreign Soap Opera                      | Nae yeojachin-guneun gumiho     | Vincitore/trice |